# Немын
Немын — река в России, протекает по Республике Коми. Устье реки находится в 0,3 км по правому берегу реки Чисва. Длина реки составляет 34 км.
Гидроним Немын сопоставляется с карел. niemi, niem, вепс. nem, эст. neem, фин. niemi — «мыс».

## Данные водного реестра
По данным государственного водного реестра России относится к Двинско-Печорскому бассейновому округу, водохозяйственный участок реки — Вычегда от города Сыктывкар и до устья, речной подбассейн реки — Вычегда. Речной бассейн реки — Северная Двина.
Код объекта в государственном водном реестре — 03020200212103000021319.